# Jean Ludovic Guillebot de Nerville
Pour les articles homonymes, voir Guillebot de Nerville.
Jean Ludovic Guillebot de Nerville, né à Cognac le 30 avril 1815 et mort le 6 août 1884 près d'Angoulême, est un ingénieur du corps des mines et un géologue français, vice-président du Conseil général des mines (1882-1884) et de la commission des Annales des Mines.

## Biographie

### Formation
Il fait ses études secondaires au lycée Louis-le-Grand et est admis à l'École polytechnique en 1834. Il en sort 12e sur 121. Il poursuit sa formation à l'École des Mines et est ingénieur du corps des mines en 1836.
Ses premiers travaux sont des travaux de géologie : il participe à la troisième édition des Nouveaux éléments de minéralogie, ou manuel du minéralogiste amateur de Cyprien-Prosper Brard, concessionnaire des houillères de Dordogne. Il collabore ensuite avec Frédéric Le Play, lui aussi ingénieur des mines, aux préoccupations sociales affirmées, pour l'établissement de statistiques sociales.

## Carrière professionnelle

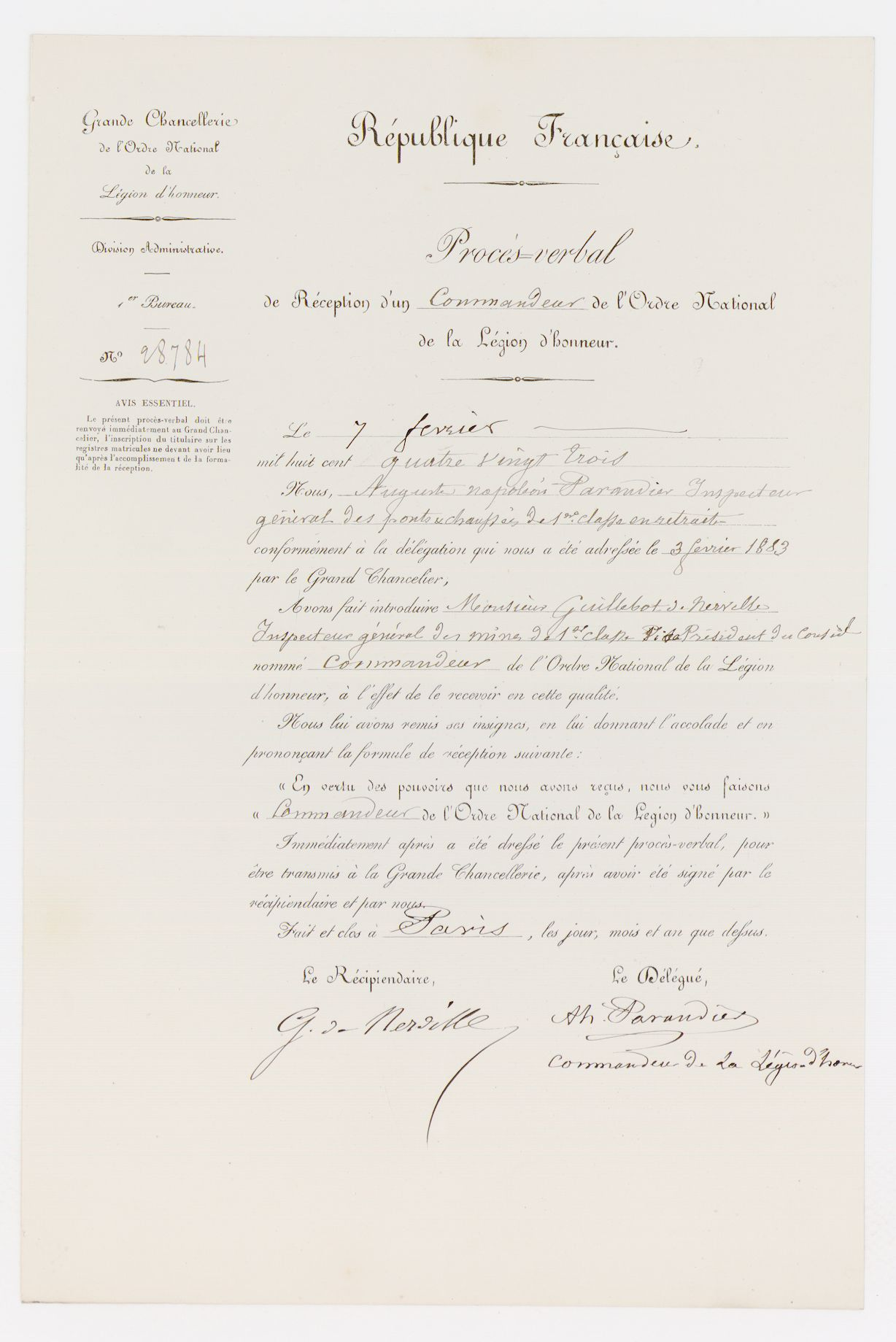
Notice de Légion d'honneur

Il entre au service des mines en 1840, nommé comme ingénieur dans la circonscription de la Côte-d'Or. Sous la direction de l'ingénieur en chef Henry Darcy, il étudie le tracé de la ligne Paris-Dijon avec un autre ingénieur, Auguste Napoléon Parandier, responsable de la circonscription pour les Ponts et Chaussées. Après examen de diverses variantes passant par Dijon ou l'évitant, c'est un tracé desservant cette ville et passant par le tunnel de Blaizy qui est choisi en 1845. Guillebot participe aux travaux de construction de ce tunnel. Il étudie également le gisement houiller de Sincey et établit une carte géologique de la Côte-d'Or, publiée en 1853. Il reçoit à cette occasion les félicitations d'Armand Dufrénoy, Elie de Beaumont et Louis le Chatelier.
En août 1848, il est nommé à Lyon, où il est responsable du sous-arrondissement minéralogique et du contrôle technique de la ligne de chemin de fer Lyon-Saint-Étienne. En 1852, il est nommé au contrôle technique du chemin de fer du Nord. En 1854, il est affecté à la commission chargée d'évaluer les innovations et les mesures de sûreté proposées dans ce domaine. Il est nommé ingénieur en chef à Rodez (1856) puis à Périgueux (1959) et Bordeaux (1861°. En 1872, il est promu inspecteur général chargé de la division minéralogique  du Sud-ouest. Il est élevé à la première classe de son grade en 1879 et devient président du comité d'exploitation technique des chemins de fer.

## Distinctions et hommages
- Il est nommé vice-président du Conseil général des mines (1882-1884) devenant le plus haut gradé du corps des mines.
- Il est élevé à la dignité de commandeur de la Légion d'honneur (3 février 1883), décoration remise le 7 février par Auguste Napoléon Parandier[6].
- Le musée d'Angoulême détient un buste en bronze de Guillebot de Nerville, œuvre de Raoul Verlet, réalisée en 1886.

## Vie privée
Il est le fils de Guillaume Guillebot, receveur particulier des finances, et d'Adélaïde de Nerville.
Guillebot épouse le 2 février 1857 Anaïs Dumergue. Il obtient d'ajouter le patronyme de sa mère, de Nerville, à son propre nom,. Il est le père de Ferdinand Guillebot de Nerville (X 1878) et d'Isabelle, épouse de Raymond Bosquillon de Frescheville (X 1875).
Il est mort dans sa propriété de Basseau, dans la banlieue d'Angoulême, le 6 août 1884.

### Ouvrages
- Notice sur le terrain houiller de Sincey (Côte-d’Or) (1852)
- Légende explicative de la carte géologique du département de la Côte-d'Or (1853)
- Cyprien-Prosper Brard, Nouveaux éléments de minéralogie, ou manuel du minéralogiste amateur, 3e édition revue par J.-L. Guillebot, 1838.

### Sources
- Notice nécrologique, Annales des mines, en ligne.
- Edmond Lorieux, « Notice nécrologique sur M. Guillebot de Nerville, inspecteur général des Mines », Annales des Mines, 8e série, vol. 6, 1884.
- Pierre-Marie Dioudonnat, Le simili-nobiliaire français, Sedopols, notice « Guillebot de Nerville » p. 384
- Pierre Le Bon, généalogie Guillebot de Nerville, Geneanet

### Liens extérieurs
- Ressource relative à la vie publique :   - base Léonore
- Notices d'autorité :   - VIAF
  - ISNI
  - BnF (données)
  - IdRef
  - GND